# 青狮潭水库
青狮潭水库位于中国广西壮族自治区桂林市灵川县青狮潭，是以灌溉为主，兼有发电、防洪、供水、养殖等功能的大（二）型水库。设计灌溉面积2.79万公顷，干支渠全长372.44千米。